# 野根川
野根川（のねがわ）は、徳島県海部郡海陽町と高知県安芸郡東洋町を流れる河川（二級河川）。

## 地理
徳島県と高知県の県境に位置する貧田丸付近に発して徳島県海陽町南西部を南下し、高知県東洋町野根で太平洋に注ぐ。延長約28.5km、流域面積94km2。そのうち海陽町はそれぞれ14.7km、46km2である。
徳島県側には谷底平野の発達は少ない。野根付近では厚い礫の堆積がみられ、砂利の供給地となっている。清流でアユ・アマゴを産する。

## 流域の自治体
徳島県
海部郡海陽町
高知県
安芸郡東洋町